# Revelations of the Black Flame
A Revelations of the Black Flame a negyedik stúdióalbuma a norvég 1349 zenekarnak. Érdekesség, hogy az album keverését Tom Gabriel Fischer a Celtic Frost legendás vezére mixelte. Az album elrugaszkodás az északi vegytiszta black metaltól, hiszen a tempók lelassultak és igen hangsúlyos lett a hangulatrészek és a  dark ambient szerepe. Az anyagra felkerült egy Pink Floyd feldolgozás is, a Set the Controls for the Heart of the Sun. Az album limitált verziójához tartozik egy bónusz CD, egy 2005-ös stockholmi koncertfelvétel.

## Számlista
1. "Invocation" – 6:13
2. "Serpentine Sibilance" – 4:35
3. "Horns" – 3:04
4. "Maggot Fetus... Teeth Like Thorns" – 3:46
5. "Misanthropy" – 3:33
6. "Uncreation" – 6:59
7. "Set the Controls for the Heart of the Sun" (Pink Floyd-feldolgozás) – 6:13
8. "Solitude" – 3:38
9. "At the Gate..." – 6:52

Bónusz CD – Works of Fire Forces of Hell (Live Stockholm 2005)
1. "Hellfire" – 5:47
2. "Chasing Dragons" – 6:33
3. "Satanic Propaganda" – 3:14
4. "I Am Abomination" – 4:13
5. "Manifest" – 5:06
6. "Slaves to Slaughter" – 8:55